# Вагнер, Вольфганг
Вольфганг Вагнер (нем. Wolfgang Wagner; 30 августа 1919, Байройт — 21 марта 2010, Байройт) — немецкий оперный режиссёр, директор Байрейтского фестиваля c 1967 по 2008 годы.

## Биография
Вольфганг Вагнер — сын Зигфрида Вагнера, внук Рихарда Вагнера и правнук Ференца Листа. Мать Вольфганга, Винифред Вагнер — англичанка, урождённая Уильямс-Клиндуорт.
Вольфганг Вагнер родился в Ванфриде, фамильном доме Вагнеров в Байройте, Бавария. Кроме него в семье был старший сын Виланд (1917—1966) и две сестры: старшая Фриделинд (1918—1991) и младшая Верена (родилась в 1920).
В 1920-е годы Винифред Вагнер дружила с Адольфом Гитлером, который регулярно навещал их в Байройте. Вольфганг Вагнер впервые познакомился с Гитлером в 1923 году, в возрасте 4 лет. Он, как и другие дети Вагнеров, называл лидера НСДАП «дядя Адольф» или «дядя Вольф». Когда Гитлер занял в 1933 году пост рейхсканцлера, семья Вагнеров получила от этого свою долю выгоды.
Вольфганг был членом гитлерюгенда, но в НСДАП не вступил. В 1939 году он поступил на службу в немецкую армию. Во время Польской кампании Вагнер был ранен в руку и в июне 1940 года комиссован. В госпитале его посетил Гитлер.
Вагнер был женат дважды: на Эллен Дрексель и Гудрун Мак. Гудрун умерла в ноябре 2007 года, у него родилось трое детей: Ева (родилась в 1945), Готтфрид (родился в 1947) и Катарина (родилась в 1978). Ева и Катарина стали преемницами отца на посту директора Байройтского фестиваля, достигнув соглашения после смерти матери Катарины.

## Карьера
Вместе со старшим братом Виландом, Вольфганг Вагнер в 1951 году возродил Байройтский фестиваль, прерванный из-за поражения Германии во Второй мировой войне. С тех пор фестиваль проходит ежегодно. После смерти Виланда в 1966 году, Вольфганг Вагнер стал единоличном директором фестиваля. Под его руководством был проведена модернизация фестивального театра, изменена направленность программы. По окончании фестиваля 2008 года Вольфганг Вагнер оставил пост директора.
Хотя организацией фестиваля занимались оба брата, деятельность Вольфганга оценивалась иначе, чем Виланда. Как и Виланд, Вольфганг отдавал предпочтение современным, минималистическим постановкам произведений Рихарда Вагнера. В качестве директора Вольфганг Вагнер приглашал к участию многих постановщиков, допуская инновационные и даже провокационные спектакли, включая интерпретацию цикла «Кольцо нибелунга» французского режиссёра Патриса Шеро 1976 года. Однако он ограничил выбор десятью последними операми своего деда, придерживаясь «Байройтского канона», установленного Козимой Вагнер.
Определённой доли критики удостоился автократический стиль управления, присущий Вольфгангу Вагнеру. Однако большая часть претензий исходила от его родственников. Дочери Виланда, Дафне и Нике, обвиняли дядю в том, что он плохо о них заботился и после смерти их отца выставил из фамильного дома, заодно оборвав все связи, налаженные Виландом Вагнером. Биограф Вагнера Барри Миллингтон упоминает два противоречивых случая критики, связанные с ролью Вольфганга в раскрытии связей семьи с нацистами. Дафне обвинила Вольфганга Вагнера в том, что он опорочил её отца, рассказав о связях Виланда с байройтским филиалом концлагеря Флоссенбюрг, а собственный сын Вольфганга, Готтфрид, наоборот обвинил отца в попытках скрыть любую информацию о связях вагнеровских внуков с нацистами.
Как бы то ни было, Вольганг Вагнер способствовал превращению Байройта в один из самых популярных центров мировой оперы. Билеты на фестиваль были расписаны на десять лет вперёд. В 1994 он пригласил Вернера Херцога (который поставил в Байройте в 1987 году «Лоэнгрина») снять документальный фильм о фестивале. Фильм вышел на экраны под названием Die Verwandlung der Welt in Musik («Преобразование мира в музыку»).